# Taby Márta
Taby Márta (Budapest, 1925. január 1. – Budapest, 2004. augusztus 4.) magyar színésznő.

## Életpályája
A Ráskay Lea Leánygimnáziumban tett érettségi vizsga után a Színház- és Filmművészeti Főiskolára jelentkezett, amit 1949-ben végzett el. A főiskola elvégzése után a Nemzeti Színházban, Major Tamás igazgatása alatt kapott először szerződést. Ezután 1960 és 1973 között a győri Kisfaludy Színház tagja volt. 1981-től a Pannónia Szinkronstúdió tagjaként dolgozott.

## Főbb szerepei
1955-ben aratta első nagy sikerét Shakespeare A vihar című darabjában. Feltűnt energikus, életteli játékstílusával, realista előadásmódjával. Művészete legerőteljesebben a 19. századi drámák  hőseinek megformálásában teljesedett ki.
- William Shakespeare: Szentivánéji álom... Titánia
- Ivan Szergejevics Turgenyev: Kegyelemkenyéren... Olga, Jeleckij felesége